# Petr Mlsna
Petr Mlsna (ur. 13 listopada 1978) – czeski prawnik, nauczyciel akademicki i urzędnik państwowy, w latach 2012–2013 minister bez teki, wiceminister w różnych resortach.

## Życiorys
W 2002 ukończył studia prawnicze, a w 2003 studia socjologiczne na Uniwersytecie Karola w Pradze. Doktoryzował się w 2006. W 2004 został nauczycielem akademickim na macierzystej uczelni. W 2003 podjął także pracę w administracji rządowej, początkowo pracował w Urzędzie Rządu Republiki Czeskiej. W 2006 pełnił funkcję dyrektora gabinetu jednego z ministrów, następnie do 2007 kierował sekretariatem Rady Legislacyjnej. W latach 2007–2010 był dyrektorem departamentu legislacji w administracji rządowej, później został wiceprzewodniczącym Rady Legislacyjnej.
W 2010 został również wiceministrem sprawiedliwości, a w 2011 zastępcą jednego z wicepremierów. Od grudnia 2012 do lipca 2013 przewodniczył Radzie Legislacyjnej, wchodził w tym samym okresie także w randze ministra bez teki w skład rządu Petra Nečasa. W kolejnych latach powoływany na stanowiska wiceministra – sprawiedliwości (2013), edukacji (2014) i spraw wewnętrznych (2015).

## Odznaczenia
W 2022 został odznaczony Medalem Za Zasługi I stopnia.